# Cláudia Wonder
Cláudia Wonder (São Paulo, 15 de fevereiro de 1955 — São Paulo, 26 de novembro de 2010), foi uma artista performer, escritora, cantora-compositora, colunista e militante travesti brasileira pelos Direitos LGBT.

## Primeiros anos
Claudia logo cedo descobriu sua identidade de gênero. Ainda na adolescência, começou a frequentar a noite e a se inserir no contexto transgênero, sendo contemporânea dos grandes nomes do underground paulistano, como Andréa de Mayo, Telma Lipp, Nana Vogel, Brenda Lee, Roberta Close, Janaína Dutra, entre outras.

## Carreira
Ícone da cena underground, começou sua carreira artística fazendo shows em boates e logo estreou no teatro e no cinema. Ainda adolescente contracenou com grandes nomes nacionais, entre eles, Tarcísio Meira e Raul Cortez. Nos anos 1980 descobriu sua veia musical e estreou como letrista e vocalista da banda de rock Jardins das Delícias, com o show "O Vomito do Mito", no lendário clube paulistano Madame Satã. Depois formou a banda Truque Sujo e obteve sucesso junto a critica musical e ao público.
No final da década de 80 mudou-se para a Europa e lá ficou durante onze anos, onde trabalhou em shows e depois como empresária na área da estética (a artista tinha formação como cabeleireira e maquiadora). De volta ao Brasil, retomou a carreira artística, participando de duas coletâneas musicais em CD "Melopéia", do selo Rotten e "Sonetos do poeta Glauco Mattoso", musicados por vários artistas, entre eles, Arnaldo Antunes e Itamar Assumpção. Para esse trabalho Claudia musicou o "Soneto Virtual", no qual faz dueto o cantor Edson Cordeiro, seu amigo. Participou ainda da primeira coletânea de electronacional no CD Body Rapture, do selo Lua Music, com a música "Tôníca do Haligalle", e em setembro de 2007 lançou seu primeiro CD solo FunkyDiscoFashion, pelo mesmo selo.
A artista também lançou o livro intitulado Olhares de Claudia Wonder – Crônicas e Outras Histórias em agosto de 2008 pelas Edições GLS do Grupo Editorial Summus. Em junho de 2009, protagonizou o documentário "Meu Amigo Claudia", do cineasta Dácio Pinheiro, o qual conta sua trajetória e cuja première se deu no Frameline Lesbian and Gay Film Festival of San Francisco, na Califórnia. O filme celebra o legado pioneiro da artista, da cena punk à consagração como símbolo de resistência.
Em virtude de sua identidade de gênero, por várias vezes foi detida, sexualmente molestada e enxotada de lugares. Segundo ela mesma revelou em entrevista, chegou a ser comparada aos mais perversos marginais “simplesmente por ser diferente das outras pessoas”. Isso lhe causou grande revolta e ela fez de sua revolta o motor para lutar contra o que considerava uma barbárie. Um de seus feitos foi ter conseguido fazer shows e frequentar as páginas culturais de jornais e revistas mesmo em plena Ditadura Militar.
Um travesti que emprega o poder transgressivo de sua personificação, com acuidade e extraordinária força cênica.— Alberto Guzik, crítico teatral

## Militância
Ícone da comunidade LGBT, foi escolhida como abre-alas da Parada do orgulho LGBT de São Paulo de 2001, além de madrinha do Festival Mix Brasil de Cinema e Vídeo da Diversidade Sexual, e foi incluída numa lista das 24 personalidades que marcaram 2010. Foi também coordenadora do Grupo de Estudos da identidade de Gênero "Flor do Asfalto" e trabalhou como colunista e repórter da revista G Magazine e do site G online até 2008. Militante fervorosa, Cláudia ainda trabalhava como monitora de abordagem e comunicação do Centro de Referência da Diversidade, no projeto "Cidade Inclusiva", uma parceria da prefeitura da cidade de São Paulo com a União Europeia.
Meses antes de falecer, em meados 2010, ela concedeu uma entrevista à revista Trip, cujos trechos gravados são transcritos abaixo:
Trabalhei de uns tempos pra cá, há uns dois anos me entreguei a uns projetos sociais em prol dos travestis. A gente inaugurou ali na Boca [do Lixo, zona boêmia decadente de São Paulo] mesmo o Centro de Referência da Diversidade, na rua Major Sertório, e ali a gente fica sabendo das coisas: virou meio que opção de marginal, sabe, cafetinar travesti. Dependendo da área pode ter um ou dois, que não são travestis. Tinha um cara que era o Malhação, era um cara, saído da cadeia que começou a atacar - eles brutalizam mesmo - batem na travesti, cortam o cabelo, pra todas ficarem com medo.

Quem aluga uma casa, até presta um serviço, digamos assim, porque não tá explorando de forma absurda. Hoje até que tá mais fácil mas antes pra um travesti alugar apartamento era muito difícil, ainda mais pra quem é puta na rua. "Vou sujar o prédio, causar com meus vizinhos?" É complicada a prostituição, e é só isso que as travestis têm pra fazer, né? Pelo menos as que tão lá. Tem muitas que não são putas, mas não se pode dizer; o que tá na rua você vê - as cabeleireiras, mas não importa, vira e mexe eu encontro. Não dá pra saber se são tantas travestis que tão na rua são putas - mesma coisa que dizer que todo japonês é tintureiro. Mas é muito difícil pra uma travesti alugar apartamento - por causa dos documentos -; se estuda, se tá trabalhando é mais fácil. Mas se tá na rua tendo uma [casa da] cafetina onde ela possa dormir e comer, como a Andréia de Maio... mas esse tipo de cafetão não dá nada, só vai lá e cobra o ponto.

A travesti que está na rua não é respeitada por ninguém. Eu escrevia pra G Magazine, fazendo trabalho de conscientização, falando que é possível ter uma outra forma de vida, mas pra chegar nelas não é através da revista porque nem todas compram. E tem travesti nova que aparece toda semana, porque tem vida curta, elas morrem cedo, morrem assassinadas, ninguém fala muito. Que nem escreveram: "travesti é vítima dele mesmo", e é verdade. No Fantástico apareceu a travesti que fez doutorado, pensei: "Ah, legal, as coisas tão mudando." Aí na terça vi aquele papelão da travesti do Rio batendo no cara [bêbado] indefeso, aí ninguém mais deu uma linha a respeito do assassinato. Travesti que tá na rua é vítima de transfobia, porque é como se fosse um escudo - de toda essa coisa gay, de diversidade sexual, é ele que tá ali, à mostra. Então é um esporte matar viado, aí mata, dá tiro (...)— Cláudia Wonder, em entrevista à revista Trip

## Descrição da vida artística

### Filmografia
- 2010 - Luz nas Trevas – a Volta do Bandido da Luz Vermelha, de Helena Ignez
- 2009 - Meu Amigo Claudia (documentário), de Dácio Pinheiro
- 2007 - Identidade (Documentário), da Tia Emídia Comunicação
- 2007 - Espeto, de Gulherme Marback e Sara Silveira
- 2006 - Um quatro cinco, Disque Amizade, de Gero Camilo
- 2003 - Claudia Wonder International Show, de Dácio Pinheiro
- 2003 - Carandiru, de Hector Babenco
- 2000 - A Cama do Tesão, de Lufe Steffen
- 1995 - A Próxima Vítima, de João Batista de Andrade e Lauro Cezar Muniz
- 1985 - Sexo livre, de Alfredo Sternheim
- 1984 - Sexo dos Anormais, de Alfredo Sternheim
- 1984 - Volúpia de Mulher, de John Doo
- 1983 - Elas só Transam no Disco, de Fernando Néri
- 1977 - A mulata que Queria Pecar, de Victor Di Mello
- 1976 - O Mulherengo, de Carlos Mansur
- 1974 - O Marginal, de Carlos Manga

### Teatro
- As Gigoletes - direção de Wilson Vaz
- O que é que a Boneca Tem? - direção de Mario Wilson
- As Gigolettes II - direção de Mario Wilson
- Depois eu Conto – direção de Ronaldo Ciambroni
- Nossa Senhora das Flores (de Jean Genet) - direção de Luiz Armando Queiroz e Maurício Aboud
- O Homem e o Cavalo (de Oswald de Andrade) -  direção de José Celso Martinez Correa
- Acordes de Brecht – direção de José Celso Martinez Correa
- Erótica, Tudo pelo Sensual - direção coletiva
- Mostra de Dramaturgia do Pensamento Selvagem - direção de Francisco Carlos
- Mostra de Dramaturgia do Pensamento Selvagem II - direção de Francisco Carlos
- Lês Grils 77

### Aparições na TV
TV Cultura (Metrópolis, Fábrica do Som, Direções (em "O cego e o Louco"), de Débora Dubois e Vídeomagia – Má Consciência, de Vera de Sá e Marcelo Osório), SBT (Programa Silvio Santos, Programa do Gugu e Hebe), Rede TV! (Direito de Resposta, Super Pop e Adriane Galisteu), TV Globo (Domingão do Faustão) e TV Gazeta (Mulheres).

### Participações em videoclipes
Trilogia Disco, do cantor Edson Cordeiro, Memórias, da roqueira Pitty, Eu Mesmo, da banda de rock Radikalez e Mina de Família, do grupo de funk Fulerô o Esquema.

### Músicas gravadas
Soneto Virtual – Melopéia: compilação de sonetos de Glauco Mattoso, selo Rotten; Tônica do aliegalie: coletânea de electro nacional (CD Body Rupture), pela Lua Music; Claudia Wonder & The Lap Top Boys - funkyDiscoFashion, pela Lua Music FunkyDiscoFashion (com o qual ganhou prèmio-revelação da nova música brasileira no programa Solano Ribeiro, da Radio Cultura 1200); e Bach Man Kill The Thing He Loves (trilha sonora do curta-metragem A Cama do Tesão).

### Escritora e colunista
Cláudia escrevia para a revista G Magazine as colunas Claudia Wonder e Hype. No site G Online tinha a página Wonderground trans. Publicou também o livro Olhares de Claudia Wonder: crônicas e outras histórias, pela Edições GLS, 2008.

## Morte
A performer faleceu em 26 de novembro de 2010 em decorrência de uma criptococose ("doença do pombo").